# Cocky Hahn
Carl Hugo „Cocky“ Linsingen Hahn (* 7. Januar 1886 in Paarl, Kapkolonie; † 26. September 1948 auf Farm Kranzfontein bei Grootfontein), auch bekannt als Shongola, war ein südafrikanischer Militär und von 1921 bis 1947 Regionalkommissar im Ovamboland in Südwestafrika, dem heutigen Namibia.
Cocky Hahn wurde als Sohn von Carl Hugo Hahn junior (1846–1933) und Enkel von Carl Hugo Hahn geboren. Er diente im Ersten Weltkrieg als Offizier in der British-South African Army. Nach dem Sieg über die Schutztruppe für Deutsch-Südwestafrika 1915 reiste er gemeinsam mit Major Pritchard nach Südwestafrika um die Übernahme des Landes zu besiegeln. Hahn war ab 1916 als Geheimagent für die Spionage der Uukwanya unter Mandume yaNdemufayo zuständig.
1921 übernahm Hahn den Posten des Regionalkommissars von Major Charles Nicholas Manning, wodurch er auch die Aufsicht über das Kaokoveld erhielt. Er war gemeinsam mit Manning, der mittlerweile Magistrat im Rehoboth Gebiet war, maßgeblich an der Aufteilung des Gebietes in drei Bereiche. Ein Gebiet unter Führung von Muhona Katiti (um Epembe und Ehomba), eines unter Vita Tom (westlich von Epembe inklusive u. a. Ombakaha) und eines unter Kahewa-Nawa, dem Nachfolger von Kasupi, um Ombepera.
1932 war Hahn am Sturz des Uukwambi-Königs Iipumbu Ya Tshilongo beteiligt. Er setzte hierfür Soldaten ein und vertrieb Tshilongo ins Exil. Ab 1929 überwachte Hahn die Entwaffnung der Owambo, die hierfür als Gegenleistung Nahrungsmittel erhielten.
1946 ging Hahn in Rente und wurde von Harold Eedes (–1958) als Regionalkommissar abgelöst.
Hahn war begeisterter Fotograf. Einige seiner Aufnahmen sind in der Cocky Hahn Collection der Bibliothek der Namibia University of Science and Technology in Windhoek zu sehen. Er war mit Alcye Hahn verheiratet, mit der er Sohn Rodney hatte.